# Nya Hovshaga
Nya Hovshaga är en del av stadsdelen Hovshaga i norra Växjö.
Nya Hovshaga började bebyggas med 105 villor kring Borggårdsvägen 1978 och de första villorna stod klara våren 1979. Det var styckebyggda och gruppbyggda villor. 
Flera av vägarna runt Borggårdsvägen har namn efter gamla försvarsanläggningar i bokstavsordning från norr mot söder: Barrikadvägen, Bastionvägen, Bålverksvägen, Citadellvägen etc. Även kvartersnamnen präglas av försvarsanläggningar: Huvudtornet, Rundtornet, Fångetornet etc. 
Stadsdelen växte snabbt men man fick vänta länge på den service som utlovats när man köpte tomterna. Affär, skola och ett centrum kom så småningom, men förespeglad bank och post kom inte alls. Smalspåret som gick genom Hovshaga och t o m hade egen hållplats revs efter kommunalt beslut upp år 2000 och ersattes endast delvis av en cykelväg.